# بلقاسم بن سديرة
بلقاسم بن سديرة ، ولد ببسكرة في 30 نوفمبر 1844 وتوفي بسيدي امحمد في 30 نوفمبر 1901، كان أستاذا بالمدرسة العليا للآداب بالجزائر العاصمة ، كاتبا وباحثا في الدارجة (اللهجة العربية الجزائرية) ، في عصر الوجود الاحتلال الفرنسي للجزائر.

## عائلة
عائلة بن سديرة تنحدر من أصل شاوي من بسكرة 

## سيرة شخصية
بين عامي 1860 و1863، حصل بلقاسم على منحة دراسية وأرسله الحاكم العام إدموند شارل دي مارتيمبري إلى مدرسة المعلمين في فرساي. تم تعيين الشاب بن سديرة، البالغ من العمر 21 عاما، أستاذا بالمدرسة العادية بالجزائر العاصمة.
وفي سنة 1882، تم تعيين بلقاسم في محكمة الاستئناف، لأنه كان لديه بعض المعرفة بالعادات المحلية، وكان يتقن اللغة العربية بأنواعها المختلفة واللغات الأمازيغية. قام بتأليف العديد من الأعمال لنشر اللغة العربية الجزائرية والقبايلية.
بدأ دراسة القبائل ومنطقة القبائل عام 1886، بعد أن كلفه الحاكم العام لويس تيرمان ، بجمع في منطقة جرجرة ووادي الصومام الحكايات والخرافات والأغاني والأساطير من المنطقة وتسهيل دراسة اللغة القبايلية. كان بلقاسم بن سديرة من أوائل من استخدموا الحروف اللاتينية لتدوين اللغة القبايلية.
وهو جد المطربة ليلى بن سديرة .

## مرتبة الشرف
- نيشان الافتخار
- وسام جوقة الشرف في 1893[2]

## كتابات
- بن سديرة, بلقاسم (1879). دورة الأدب العربي (بالفرنسية). الجزائر العاصمة.{{استشهاد بكتاب}}:  صيانة الاستشهاد: مكان بدون ناشر (link)
- بن سديرة, بلقاسم (1872). حوارات فرنسية عربية، مجموعة من العبارات الأكثر شيوعا في اللغة المستخدمة في الجزائر (بالفرنسية). الجزائر العاصمة: Adolphe Jourdan. p. 328.
- بن سديرة, بلقاسم. قاموس فرنسي عربي للغة المحكية في الجزائر (بالفرنسية). الجزائر العاصمة. p. 790.
- بن سديرة, بلقاسم. دليل رسائل اللغة العربية للاستخدام في المدارس الثانوية والكليات والمدارس العادية في الجزائر (بالفرنسية). الجزائر. p. 272.
- بن سديرة, بلقاسم (1882). قاموس عربي-فرنسي صغير للغة المستخدمة في الجزائر يحتوي على الكلمات والصيغ المستخدمة في الرسائل والمستندات القانونية (بالفرنسية). الجزائر: Adolphe Jourdan. p. 608.
- بن سديرة, بلقاسم (1883). قواعد اللغة العربية المنطوقة للاستخدام في المدارس الابتدائية والثانوية والكليات في الجزائر (بالفرنسية). الجزائر: Adolphe Jourdan. p. 48.